# Катеринівська сільська територіальна громада
Катеринівська сільська  територіальна громада — об'єднана територіальна громада в Україні, у Кропивницькому районі Кіровоградської області. Адміністративний центр — село Катеринівка.
Площа громади — 154,03 км², населення — 3194 мешканці (2018).
Утворена 9 червня 2017 року шляхом об'єднання Володимирівської, Обознівської та Олексіївської сільських рад Кіровоградського району.

12 червня 2020 року до Катеринівської територіальної громади приєднались Грузьківська, Могутненська та Овсяниківська сільські ради.

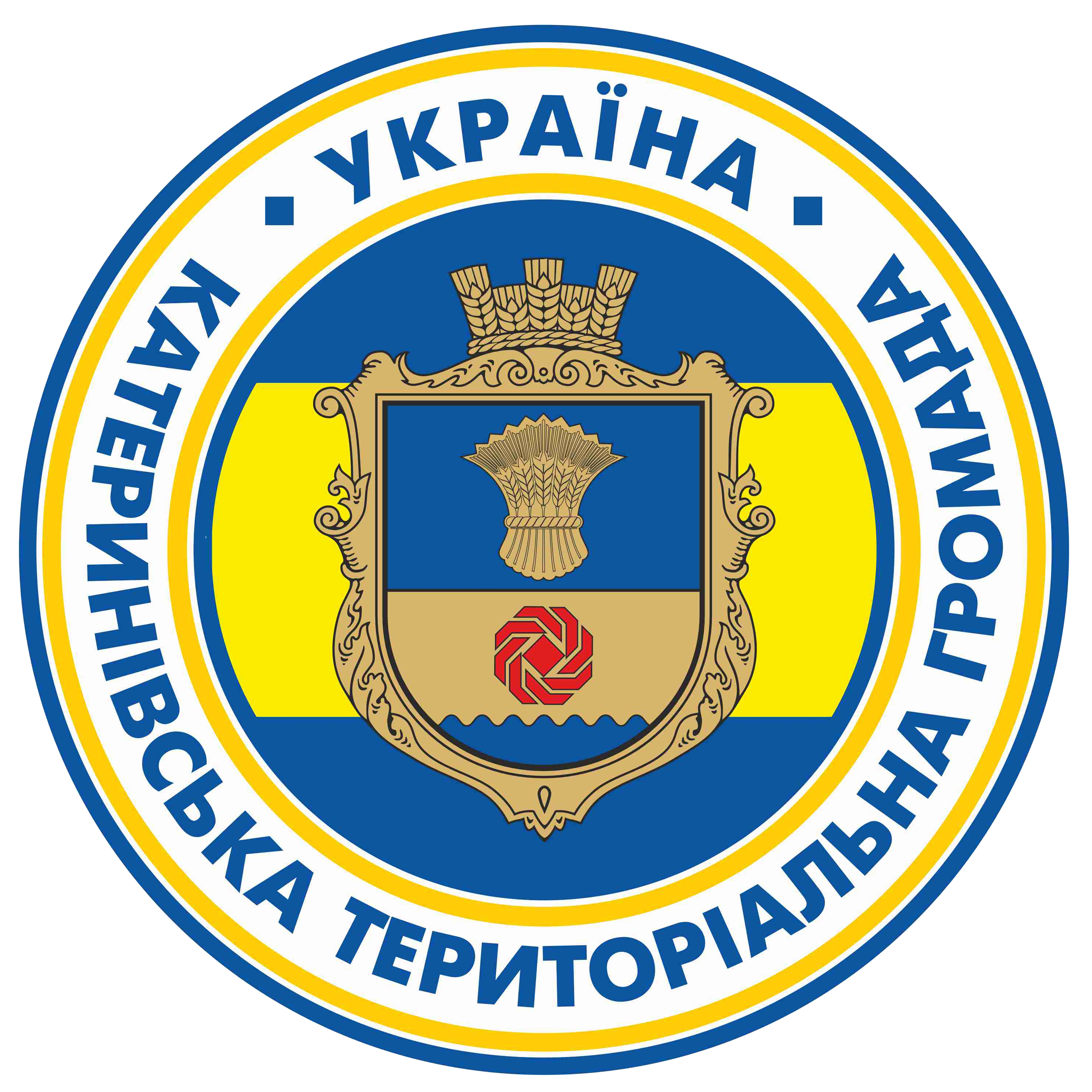
Емблема Катеринівської територіальної громади

## Населені пункти
У складі громади 13 сіл: Аврамівка, Володимирівка, Грузьке, Катеринівка, Лісне, Мальовниче, Миронівка, Могутнє, Обознівка, Овсяниківка, Олександрівка, Олексіївка та Осикувате.